# أورلاندينا باسكيت

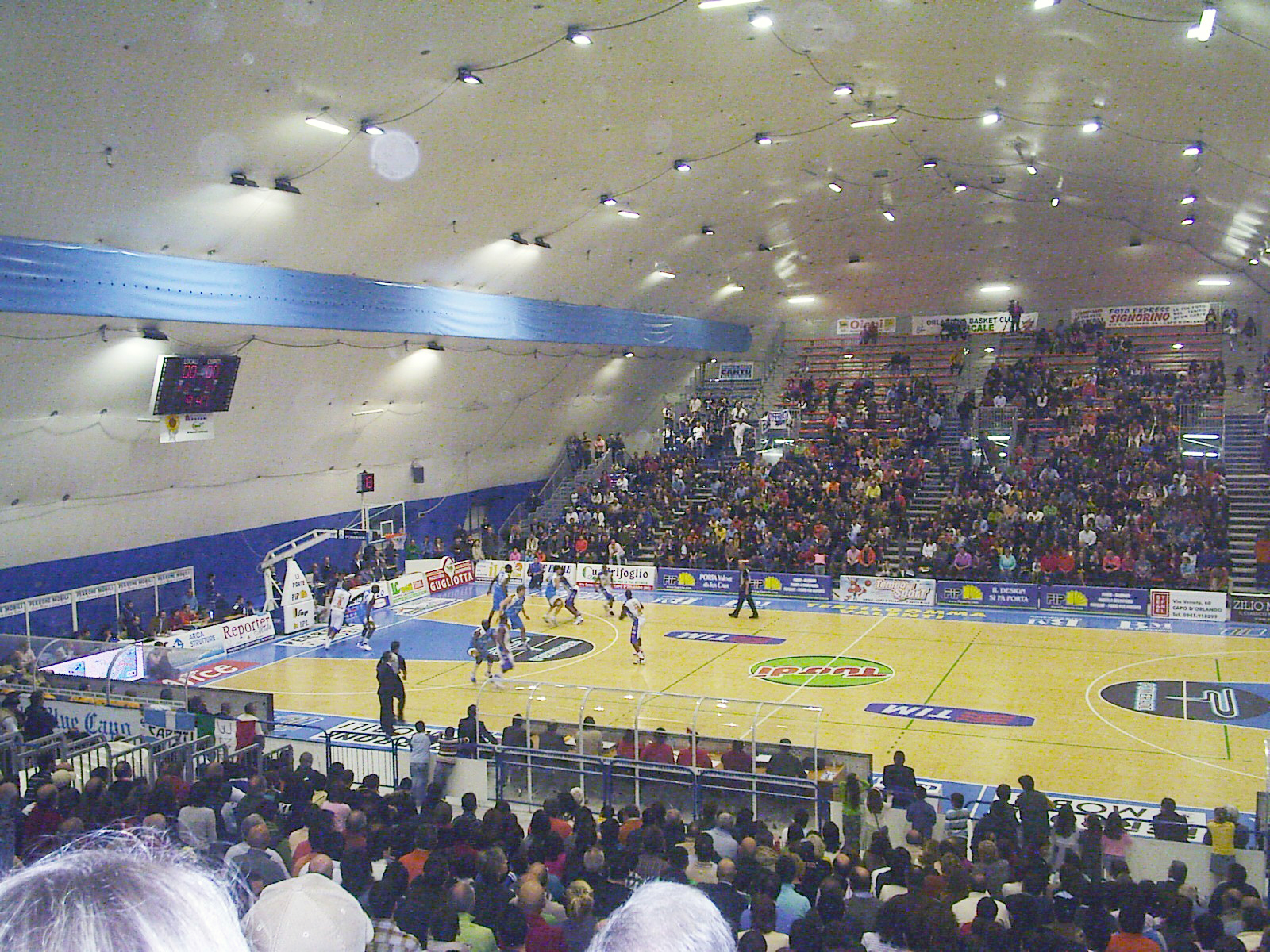

أورلاندينو باسكيت (بالإيطالية: Orlandina Basket)‏ هو فريق إيطالي لكرة السلة للمحترفين من بلدة كابو دورلاندو في صقلية في إيطاليا. تأسس النادي عام 1978 ويعد من بين أحدث أندية كرة السلة الإيطالية. لعب النادي سابقاً في دوري الدرجة الأولى الإيطالي، صالة النادي هي بالا فانتوزي.